# 7 Dias em Havana
7 Dias em Havana (em castelhano:  7 días en La Habana) é um filme coletivo franco-espanhol de 2012. A produção teve 7 diretores, entre eles Benicio del Toro, Julio Medem, Gaspar Noé e Laurent Cantet. Seu elenco teve a participação de nomes conhecidos como o cineasta sérvio Emir Kusturica e os atores Josh Hutcherson e Daniel Brühl.
É composto por sete curtas-metragens que contam a vida e encarnam personagens diferentes em Havana. Cada curta-metragem corresponde a um dia e um diretor. O roteiro foi escrito pelo romancista cubano Leonardo Padura Fuentes. O filme, uma co-produção entre empresas de Espanha, França e Cuba, foi filmado em Havana.[carece de fontes?]

## Sinopse
Em sete dias, sete diretores capturam a vida de vários personagens em Havana:
| Diretor           | Curta                   |
| ----------------- | ----------------------- |
| Benicio del Toro  | El Yuma                 |
| Pablo Trapero     | Jam Session             |
| Julio Medem       | La tentación de Cecilia |
| Elia Suleiman     | Diary of a beginner     |
| Gaspar Noé        | Ritual                  |
| Juan Carlos Tabío | Dulce amargo            |
| Laurent Cantet    | La fuente               |

## Elenco
| Ator             | Personagem      |
| ---------------- | --------------- |
| Josh Hutcherson  | Teddy Atkins    |
| Vladimir Cruz    | Angelito        |
| Daisy Granados   | Tía de Angelito |
| Emir Kusturica   | Emir Kusturica  |
| Daniel Brühl     | Leonardo        |
| Melvis Estévez   | Cecilia         |
| Elia Suleiman    | Er Selbst       |
| Othello Renzoli  | Babalao         |
| Melissa Rivera   | Linda           |
| Mirta Ibarra     | Mirta           |
| Jorge Perugorria | Tata            |

## Recepção
No agregador de críticas dos Estados Unidos, o Rotten Tomatoes, na pontuação onde a equipe do site categoriza as opiniões da  grande mídia e da mídia independente apenas como positivas ou negativas, o filme tem um índice de aprovação de 40% calculado com base em 15 comentários dos críticos. Por comparação, com as mesmas opiniões sendo calculadas usando uma média aritmética ponderada, a nota alcançada é 4,9/10.